# Gomišček
Gomišček je 8.207. najbolj pogost priimek v Sloveniji, ki ga je po podatkih Statističnega urada Republike Slovenije na dan 1. januarja 2021 uporabljalo 45. Najbolj pogost je v Goriški in Osrednjeslovenski statistični regiji. 

## Etimologija
Priimek Gomišček je značilen za spodnjo soško dolino, je še danes živ na območju Solkana, Gorice, Nove Gorice in Deskel. Skoraj gotovo je nastal iz pripone -šček in zemljepisnega lastnega imena Gomila (tako se imenuje skupina hiš pri Desklah - upoštevajte tudi kmečko hišo Zagomila pri Plavah). Priimka Gomišček in Gomilšek sta razširjena tudi v notranjosti Slovenije in sta nastala iz toponimov ali mikrotoponimov kot so Gomila, Gomilica ali Gomilsko, ki so v velikem številu prisotni na Slovenskem. Imenuje se Gomila tudi kraj med Codroipom in Vilo Manin, v Furlaniji. Ta zemljepisna imena pričajo o slovanski kolonizaciji velikega dela Furlanije, ki je potekala okrog leta 1000.

## Znani nosilci priimka
- Ana Madon (r. Gomišček), mati rimskokatoliškega duhovnika Janeza Madona
- Beata Gomišček, nuna
- Boštjan Gomišček, univerzitetni profesor na poslovni fakulteti v Dubaju, Mariboru, Ljubljani in na Dunaju
- Darinka Gomišček, nominiranka za Slovenko leta
- Ervin (Marij) Gomišček (1922–1950), planinec
- Florijan Gomišček, talec (usmrčen s strani italijanskega okupatorja)
- Gregor Gomišček (*1957), biofizik, politik?
- Ivan Gomišček, slovenski španski borec
- Jana Babnik Gomišček, političarka
- Manuela Gomiscek, sekretarka za mladinski sektor Sampdorie
- Marica Marolt-Gomišček (*1929), zdravnica infektologinja in univerzitetna profesorica
- Miloš Gomišček, učitelj, žrtev nemških okupatorjev, ki ga 2 tedna niso dovolili pokopati
- Sergej Gomišček (1926–2018), kemik, univerzitetni profesor
- Toni Gomišček, vinar Goriških brd